# Bombylius albosparsus
Bombylius albosparsus är en tvåvingeart som beskrevs av Jacques-Marie-Frangile Bigot 1892. Bombylius albosparsus ingår i släktet Bombylius och familjen svävflugor. Inga underarter finns listade i Catalogue of Life.